# Terra Roxa (Paraná)
Terra Roxa ist ein brasilianisches Munizip im Westen des Bundesstaats Paraná. Es hat 18.119 Einwohner (2022), die sich Terra-Roxenser nennen. Seine Fläche beträgt 801 km². Es liegt 375 Meter über dem Meeresspiegel.

## Etymologie
Der Name Terra Roxa (deutsch: violette Erde) ist kurios, denn die Böden sind in den meisten Teilen der Gemeinde rot und nicht violett. Die italienischen Siedler auf den Kaffeeplantagen sagten "terra rossa" (das italienische rosso heißt auf Deutsch rot und auf Portugiesisch vermelho). Die übrigen Einwohner, gebürtige Brasilianer, verwechselten die Sprache und tauften den Ort auf den Namen Terra Roxa. Terra Roxa wurde zur Zeit der Besiedlung als Marketingbegriff verwendet, um die Qualität des Bodens anzupreisen und den Kaffeeanbau zu fördern.

## Geschichte

### Provinz Guayrá
Die Geschichte von Terra Roxa ist eng mit der Geschichte des Nachbarorts Guaíra verbunden, von dem das Munizip 1961 abgetrennt wurde.
Schon bald nach den ersten Erkundungs- und Entdeckungsreisen der Portugiesen und Spanier nach Amerika kam es zu Streitigkeiten um dieses Gebiet. Der Vertrag von Tordesillas legte 1493 eine imaginäre Linie fest, die 370 Seemeilen westlich der Kapverdischen Inseln verlief. Das Land westlich der Linie gehörte dem König von Spanien, die Länder östlich dem König von Portugal. Der Meridian von Tordesillas verlief durch die heutigen Städte Belém in Pará und Laguna in Santa Catarina. Mit diesem Abkommen erhielt Spanien die Herrschaft über praktisch das gesamte Gebiet von Paraná einschließlich der heutigen Gemeinde Terra Roxa.
Zur Sicherung seiner Gebiete gründete Spanien Siedlungen. Die spanische Regierung schickte mehrere Expeditionen in Richtung La Plata. Cabeza de Vaca brach 1541 mit seinem Gefolge von der Küste Santa Catarinas nach Asunción auf und durchquerte das gesamte Gebiet von Paraná. Auf dieser Reise entdeckte er auch die Iguaçu-Wasserfälle und nahm symbolisch den Rio Paraná für den spanischen König in Besitz.
Ziel der Spanier war es, nach und nach das gesamte linke Ufer des Paraná zu besiedeln und zu versuchen, einen Landweg zum Atlantischen Ozean zu finden. Irala befahl 1554 als Adelantado (Gouverneur) von Asunción etwa 80 Männern die Gründung des Dorfes Ontiveros am linken Ufer des Paraná. Das Dorf war die erste europäische Siedlung, die im Gebiet von Paraná gegründet wurde. Ontiveros war jedoch nur von kurzer Dauer, aus noch unbekannten Gründen wurde die Gemeinde vollständig aufgegeben.
Zwei Jahre später gründete Kapitän Rui Dias de Melgarejo, auf Wunsch von Irala selbst, im Jahr 1557 ein weiteres spanisches Dorf in der Region. Es lag in der Nähe der Mündung des Rio Piquiri in den Paraná auf dem Gebiet der heutigen Stadt Terra Roxa. Dieser neue Ort erhielt den Namen Ciudad Real del Guayrá. Die Bevölkerung setzte sich aus Dutzenden von Spaniern zusammen, die aus Asunción in den Ort gezogen waren. Im Jahr 1579 gründeten die Spanier auf der Suche nach Edelmetallen im Gebiet von Paraná das dritte Dorf, Vila Rica do Espírito Santo (heute Fênix).
Im Jahr 1631 zerstörten Bandeiranten aus São Paulo die Ciudad Real del Guahyrá 74 Jahre nach ihrer Gründung.

### Kaiserreich
Bis zum 19. Jahrhundert verfolgten weder die koloniale noch später die kaiserliche Regierung eine wirksame Besiedlungspolitik im Westen Paranás. Es wurde lediglich eine Militärkolonie in der Nähe des archäologischen Ausgrabungsgebiets von Ciudad Real del Guahyrá eingerichtet.
Am 9. Dezember 1882 wurde das Unternehmen Mate Laranjeira zusammen mit den Unternehmen Mary Anna und Espéria zum Konzessionär eines Landstreifens von Foz do Iguaçu bis Ponta Porã (Mato Grosso do Sul) mit dem Ziel, die in der Region heimische Mate-Pflanze in großem Stil zu nutzen. Tomás Laranjeira erhielt für seine Verdienste im Paraguay-Krieg von der kaiserlichen Krone eine Konzession für die Gewinnung von Herva Mate. Der erste Sitz des Unternehmens befand sich in Concepción. Später verband sich Laranjeira mit der Familie Mendes Gonçalves.
Aufgrund der strategischen Bedeutung der Region und aus Angst vor einem neuen Territorialkonflikt mit den Argentiniern beschloss die kaiserliche Regierung 1888, die Militärkolonie Foz de Iguaçu einzurichten, die sich über die gesamte Region erstreckte. Diese Politik wurde als Guarani-Grenze bekannt. Doch trotz der Gründung der Kolonie und der kostenlosen Vergabe von Land scheiterte der Besiedlungsversuch an der Unfähigkeit der Siedler.

### Neubesiedlung ab Mitte des 20. Jahrhunderts
Mit dem Ausbruch des Zweiten Weltkriegs förderte Argentinien, der Hauptabnehmer der regionalen Herva-Mate-Produktion, den heimischen Anbau von Mate-Sträuchern, um dem Land Devisen zu sparen. Die Cia. Mate Laranjeira ging praktisch bankrott. Sie musste ihre Ländereien an den Staat abtreten. Die Fundação Paranaense de Terras übertrug das genannte Gebiet an Oscar Martinez und andere.
Im Jahr 1944 wurde die Cia. Mate Laranjeira mittels Präsidialverfügung vom Serviço de Navegação da Bacia do Prata übernommen und vom Staat Paraná erworben. Dieser offizielle Akt wurde durch das Gesetz Nr. 790 vom 14. November 1951 umgesetzt, das von der gesetzgebenden Versammlung Paranás verabschiedet und vom damaligen Gouverneur Bento Munhoz da Rocha Neto gebilligt wurde.
Die Verbreitung der Kenntnis von der Qualität der Böden rief ein solches Interesse hervor, dass fast das gesamte Gebiet zur (unbeurkundeten) Landnahme  durch Landbesetzer (portugiesisch: Posseiros) freigegeben wurde. Nur das Gebiet von Terra Roxa wurde der Fundação Paranaense de Colonização e Imigração (FPCI, deutsch: Paranaische Stiftung für Kolonisierung und Einwanderung) überlassen. Diese vergab eine Unterkonzession an die Cia. de Terras Ypiranga, die auch Cidade Gaúcha erschloss und später von der Cia. de Desenvolvimento Rural Codal (Besitzer: Lucílio de Held und Adelino Boralli) aus Londrina beherrscht wurde.
Am 20. August 1955 erwarb die Codal das Gebiet von Oscar Martinez und begann, es in ländliche Parzellen aufzuteilen. Sie grenzte für das künftige Stadtgebiet eine Fläche von 3 km² ab. Um das Land aufzuteilen, transportierte die Codal die Geräte auf dem Paraná von Presidente Epitácio nach Guaíra. Die Brüder Sebastião und Cèlio Leão legten Straßen vom Fluss zum Lager des Unternehmens am heutigen Ortskern an. Auf dem Landweg kamen drei Jeeps und ein 1955er Ford F-600 Truck mit Personal, Ausrüstung und Lebensmitteln. Mit einer in Planierraupe wurde die Überlandstraße bis zum Stadtrand von Umuarama saniert. Die Landkäufer sollten auf der Straße zur neuen Siedlung gebracht werden.
Die erste Messe in Terra Roxa wurde am 15. Januar 1956 von Pater Rafael Pivetti zelebriert. Anlass war die Einweihung des Hotels Maracaju, das von der CODAL gebaut wurde, um die ersten Pioniere und ihre Familien für den Anfang unterzubringen.

### Landflucht
Seit den 1980er Jahren ist ein Rückgang der Bevölkerung zu verzeichnen. Mit der Abholzung der Wälder für den Kaffeeanbau war das Klima in dieser Region nicht mehr stabil, so dass die starken Fröste die Kaffeekulturen vernichteten. Die Kaffeebauern begannen, die Plantagen zu mechanisieren. Der Einsatz von Insektiziden in der Nähe der Wohngebäude, die hohen Kosten der Mechanisierung und die wirtschaftlichen Umstände der damaligen Zeit veranlassten die kleinen Landbesitzer, ihr Land zu verkaufen und in die Stadt oder sogar in andere Regionen des Landes zu ziehen.

### Industrialisierung
Ab 1990 begann Terra Roxa, sich in der Branche Kinderbekleidung und Babymode zu profilieren. Heute zeichnet sich die Gemeinde als nationaler Kinderbekleidungspol aus.
Die Landwirtschaft ist nicht mehr der vorherrschende Wirtschaftszweig. Aber sie ist aufgrund der territorialen Ausdehnung der Gemeinde weiterhin von Bedeutung. Die Bevölkerungsabwanderung hat jedoch die Industrie mit ihrem starken Angebot an Arbeitsplätzen gestoppt.

### Erhebung zum Munizip
Terra Roxa wurde durch das Staatsgesetz Nr. 220 vom 314. Dezember 1961 aus Guaíra ausgegliedert und in den Rang eines Munizips erhoben. Es wurde am 27. Oktober 1962 als Munizip installiert.

## Geografie

### Fläche und Lage
Terra Roxa liegt auf dem Terceiro Planalto Paranaense (der Dritten oder Guarapuava-Hochebene von Paraná). Seine Fläche beträgt 801 km². Es liegt auf einer Höhe von 375 Metern.

### Vegetation
Das Biom von Terra Roxa ist Mata Atlântica.

### Klima
Das Klima ist gemäßigt warm. Es werden hohe Niederschlagsmengen verzeichnet (1687 mm pro Jahr). Im Jahresdurchschnitt liegt die Temperatur bei 22,6 °C. Die Klimaklassifikation nach Köppen und Geiger lautet Cfa.

### Gewässer
Terra Roxa liegt im Einzugsgebiet des Piquirí und des Paraná. Der Piquirí bildet bis zu seiner Mündung in den Paraná die nördliche Grenze des Munizips. Im Süden reicht das Munizip bis zum Rio Guaçu. Weitere Gewässer sind die  Rios Açu, Taturi, São João und Caçador, die Córregos Jacaré, Erva Mate und Braço do Norte sowie der Ribeirão Arroio do Canto.

### Straßen
Terra Roxa liegt an der BR-272 zwischen Guaíra und Umuarama. Über die PR-364 ist es mit Palotina verbunden.

### Nachbarmunizipien
|          | Altônia                                     | Francisco Alves und Iporã |
| Guaíra   | Kompassrose, die auf Nachbargemeinden zeigt |                           |
| Mercedes | Nova Santa Rosa                             | Palotina                  |

## Stadtverwaltung
Bürgermeister: Ivan Reis da Silva, PP (2021–2024)
Vizebürgermeister: Vagner Jose Rodrigues da Silva, PSC (2021–2024)

## Demografie

### Bevölkerungsentwicklung
| Jahr | Einwohner | Stadt | Land |
| ---- | --------- | ----- | ---- |
| 1970 | 38.237    | 16 %  | 84 % |
| 1980 | 25.225    | 42 %  | 58 % |
| 1991 | 19.820    | 60 %  | 40 % |
| 2000 | 16.300    | 68 %  | 32 % |
| 2010 | 16.759    | 76 %  | 24 % |
| 2022 | 18.119    |       |      |

Quelle: IBGE (2011) und Volkszählung 2022

### Ethnische Zusammensetzung
| Gruppe * | 1991    | 2000    | 2010    | wer sich als …                                                                   |
| --- | ------- | ------- | ------- | -------------------------------------------------------------------------------- |
| Weiße | 69,6 %  | 69,9 %  | 64,7 %  | weiß bezeichnet                                                                  |
| Schwarze | 4,3 %   | 6,7 %   | 3,6 %   | schwarz bezeichnet                                                               |
| Gelbe | 2,4 %   | 1,3 %   | 0,9 %   | von fernöstlicher Herkunft wie japanisch, chinesisch, koreanisch etc. bezeichnet |
| Braune | 23,6 %  | 21,7 %  | 30,2 %  | braun oder als Mischung aus mehreren Gruppen bezeichnet                          |
| Indigene | 0,1 %   | 0,3 %   | 0,6 %   | Ureinwohner oder Indio bezeichnet                                                |
| ohne Angabe | 0,0 %   | 0,2 %   | 0,0 %   |                                                                                  |
| Gesamt | 100,0 % | 100,0 % | 100,0 % |                                                                                  |
| *) Das IBGE verwendet für Volkszählungen ausschließlich diese fünf Gruppen. Es verzichtet bewusst auf Erläuterungen. Die Zugehörigkeit wird vom Einwohner selbst festgelegt. |         |         |         |                                                                                  |

Quelle: IBGE (Stand: 1991, 2000 und 2010)

## Wirtschaft
In den ersten Jahrzehnten nach der Emanzipation des Munizips Terra Roxa 1962 basierte die Wirtschaft auf dem Anbau von Bohnen, Reis, Mais, Baumwolle und Kaffee. Der Kaffee ist der wichtigste Wirtschaftsfaktor in der Gemeinde. In den 1970er Jahren wurde nach und nach der Sojabohnenanbau eingeführt. Aber auch Ackerbau und Viehzucht spielten immer eine wichtige Rolle in der Wirtschaft, und mit der Landflucht kam es zu einer gewissen Stagnation in der Wirtschaft. In den 1980er Jahren war die Landwirtschaft in der Wirtschaft von Terra Roxa immer noch vorherrschend und recht diversifiziert.
Beginnend ab 1990 hat sich Terra Roxa in der Branche Kinderbekleidung und Babymode profiliert. Heute zeichnet sich die Gemeinde als nationaler Kinderbekleidungsschwerpunkt aus, in dem sich etwa 50 Unternehmen dieser Branche angesiedelt haben, die 3500 direkte und indirekte Arbeitsplätze schaffen.